# Opilsko, Sokal
Opilsko (în ucraineană Опільсько) este localitatea de reședință a comunei Opilsko din raionul Sokal, regiunea Liov, Ucraina.

## Demografie
Componența lingvistică a localității Opilsko
     Ucraineană (100%)
Conform recensământului din 2001, toată populația localității Opilsko era vorbitoare de ucraineană (100%).